# Geschiedenis van de tuinarchitectuur in Nederland

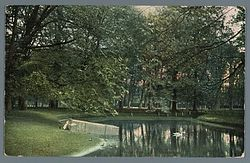
Haarlemmerhout 1910, nadat de Hout door Leonard Springer was gereorganiseerd

Tuinarchitectuur in Nederland is een aspect van de leefomgeving dat in de loop der eeuwen evoluties heeft gekend.
Het onderzoek naar de architectuur en de beplanting van historische tuinen is wat betreft Nederland in de laatste decennia van de 19e eeuw langzaamaan ingezet, onder andere vanwege de mode in de tweede helft van de 19e eeuw om tuinen te ontwerpen geïnspireerd op de Renaissance en barok. Zo bracht de tuinarchitect Leonard Springer alle kennis over de Haarlemmerhout bijeen in zijn boekje De Haarlemmerhout van 1583-1896 (1896), omdat hij zich realiseerde dat dit een park was met een geschiedenis die al terugging tot in de 16e eeuw. C.H.C.A. van Sypesteyn wilde zijn familiekasteel herbouwen en daarbij onder meer een middeleeuwse lusthof aanleggen, de reden waarom hij zijn opgedane kennis verwerkte in het boek Oud-Nederlandsche Tuinkunst (1910).
Na een uitputtend Bibliografisch overzicht van geschriften, boek- en plaatwerken op het gebied der tuinkunst, geschreven door Leonard Springer (1936), kwam de schrijfster Anna Bienfait eigenlijk als eerste met een geschiedenis van de Nederlandse tuinkunst. Zij schreef het boek Oude Hollandsche Tuinen (1943, tekstdeel en platendeel).
Bij bestudering van al deze boeken en geschriften blijkt al heel snel dat de historische tuinen in Nederland geworteld zijn in de Italiaanse, Franse, Engelse en Duitse traditie. De voorbeeldfunctie van deze landen komt eigenlijk op de eerste plaats als er gekeken wordt naar wat de karakteristieke kenmerken zijn van de Nederlandse tuinkunst en daarna volgen pas de aard van de locatie, de bodem, het klimaat, de ontstaansperiode, het talent en het fortuin van de eigenaar, de familietraditie en ten slotte de kunde van de tuinarchitect.
Na de Tweede Wereldoorlog, in de tijd van de Wederopbouw, was er tijdelijk geen belangstelling voor Nederlandse tuinkunstgeschiedenis totdat vanaf de jaren zeventig Henri Wolter Matheus van der Wyck (1927-2001) het onderzoek weer oppakte. Zijn boek De Nederlandse Buitenplaats was het begin van nieuwe interesse voor dit onderwerp.

## Historisch overzicht

### Middeleeuwen

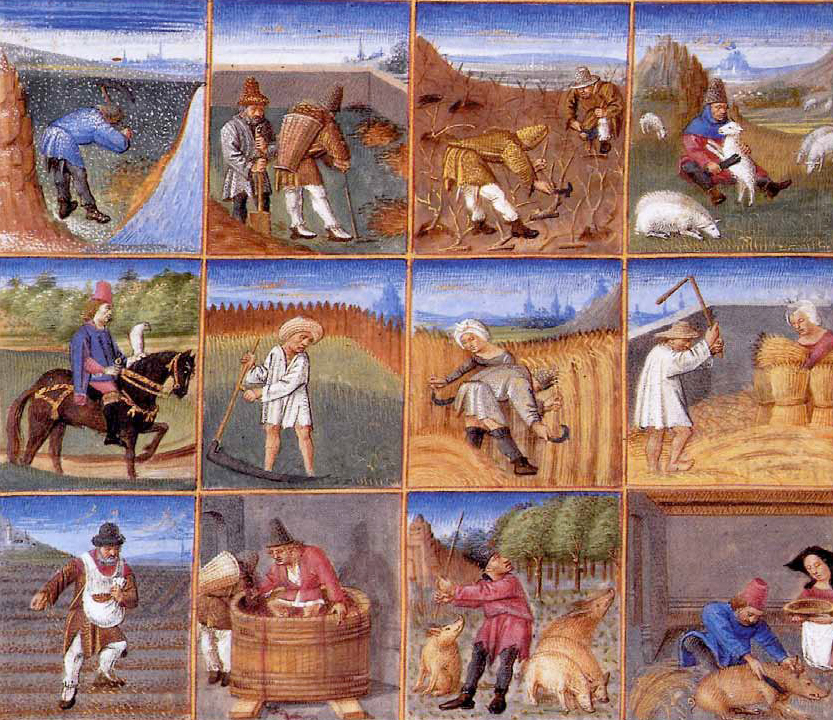
Horigen aan de arbeid. Uit manuscript van Crescentiis, ca. 1305

Er zijn verschillende bronnen over middeleeuwse tuinen bekend, maar geen daarvan gaat expliciet over tuinen in het gebied van de Nederlanden. De meeste geschriften gaan over het kweken en het toepassen van nuttige planten. Algemeen bekend zijn de verordening Capitulare de villis vel curtis imperii (812) van Karel de Grote en het gedicht Liber de cultura hortorum / Hortulus (842) door Walahfrid Strabo. Het Capitulare is niets meer dan een lijst met geneeskrachtige planten en moeskruiden, die door de horigen geplant dienden te worden op alle keizerlijke domeinen, zoals bijvoorbeeld op Het Valkhof in Nijmegen. Het gedicht Hortulus behandelt bijna dezelfde planten die monniken teelden in hun kloostertuinen. Er kan aangenomen worden dat deze planten in de kasteeltuinen van het Muiderslot en van Keukenhof en in de kloostertuinen van bijvoorbeeld het klooster Leeuwenhorst in Noordwijkerhout en van de abdij Mariëndaal in Arnhem zijn toegepast.
Een middeleeuwse klooster-plattegrond uit Nederland is tot heden niet bekend. Wel bekend is het middeleeuwse kloosterplan van Sankt Gallen in Zwitserland. Dit is waarschijnlijk een ideaal-plan voor de bouw van een Benedictijnenklooster. Op deze plattegrond staat een kloostercomplex met pandhof afgebeeld, welke laatste door een padenkruis in vieren wordt gedeeld en die grenst aan de zuidgevel van de hoofdkerk. Daarnaast zijn ook twee kleinere pandhoven ten noorden en ten zuiden van de novicenkerk te onderscheiden. Vervolgens twee kruidentuinen met langwerpige plantbedden, een bij de ziekenboeg van de novicen en een ten zuiden van de boomgaard en de begraafplaats. Alle tuinen zijn vierkant of rechthoekig van vorm en opvallend is dat de richting van de kruidenbedden in beide gevallen noord–zuid verloopt, zodat de planten op de bedden het meeste licht opvangen.
De indeling van de kasteeltuin werd beschreven door de monnik-theoloog Albertus Magnus. Zijn geschriften zijn te beschouwen als commentaren op de werken van Aristoteles. Petrus de Crescentiis nam Albertus’ tekst over in zijn boek In commodum ruralium,(manuscript uit 1305; gedrukt in 1493). Over de indeling van de groene lusttuinen of viridaria zei Albertus o.a. het volgende: De tuin moet bestaan uit een vierkant (open) grastapijt, dat rondom met bedden wordt afgeperkt en beplant met aromatische kruiden en lieflijke bloemen. Naar het noorden en oosten toe moet de tuin open zijn zodat de zuivere lucht kan binnenstromen. Verder plaatst men te midden van deze bloemen en dit grastapijt een bank belegd met graszoden om uit te rusten. En enkele bomen met welriekende bloesems en klimplanten moeten aan de zonkant worden geplant. Als het mogelijk is moet bronwater naar het midden van de tuin worden geleid. Petrus de Crescentiis voegt hier nog iets aan toe over de maat van de tuin: .. en wel zo van maat dat de tuin groot genoeg is voor hen die in die tuin moeten staan. Men stelt zich dan voor een groepje edelen die in de tuin staan te converseren, zoals men op miniaturen ziet.
In hoeverre middeleeuwse kloostertuinen en lusthoven in Nederland beïnvloed zijn door het keizerlijke hof van Karel de Grote en geschriften van kloosterlingen uit Zwitserland en Duitsland is niet duidelijk. Het boek van de Italiaan Crescentiis geeft voor het eerst een getekend beeld van de gebruikte planten in die tijd. Hoe deze tuinen eruitzagen is op sommige miniaturen (bijvoorbeeld van de Gebroeders Van Limburg) te zien.

### Renaissance
Na de Reformatie verdwenen de rooms-katholieke kloosters in Nederland. Het humanisme kwam op en daarmee de oriëntatie op de klassieke oudheid.
De dichtwerken van Vergilius werden door Karel van Mander in 1597 in het Nederlands vertaald onder de titel Bvcolica en Georgica, dat is, Ossen-stal en Landt-werck….
Voor de Renaissance-architect Andrea Palladio waren de tien boeken van de Romeinse architect Vitruvius, getiteld De Architectura Libri X, een belangrijk uitgangspunt. Vitruvius beschouwde architectuur als afspiegeling van het menselijk lichaam. De maten van duim, palm, voet, el en andere lichaamsdelen werden door hem als natuurlijke basismaten beschouwd in een sluitend stelsel van verhoudingen.
Leonardo da Vinci tekende de Mens van Vitruvius, passend in een cirkel en een vierkant. Daarnaast waren Vitruvius’ theorieën gebaseerd op Pythagoras, die ontdekt had dat getallenverhoudingen in de muziek een belangrijke rol spelen. Vitruvius' ideale verhoudingen in de bouwkunst zijn 1:1 (prime), 1:2 (octaaf); 2:3 (kwint), 3:4 (kwart) en 3:5 (grote sext).
Vincenzo Scamozzi ten slotte bracht in 1615 alle kennis over verhoudingen samen in zijn traktaat L'Idea dell'Architettura universale. In de architectuur van de Renaissance, dus ook in de tuinarchitectuur, spelen deze theorieën over juiste verhoudingen en over symmetrie en harmonie een alles overheersende rol.
Deze harmonieuze verhoudingen zijn terug te vinden in de ontwerpen van Hans Vredeman de Vries, samengebundeld in zijn werk Hortorum viridariorumque ... formae. Hij geeft naast vele tuinmodellen ook nauwkeurig aan waar de planten in de tuinbedden in zijn visie geplant zouden kunnen worden. Hierbij valt ook duidelijk op hoe weinig variëteit aan sierplanten er eigenlijk was. 

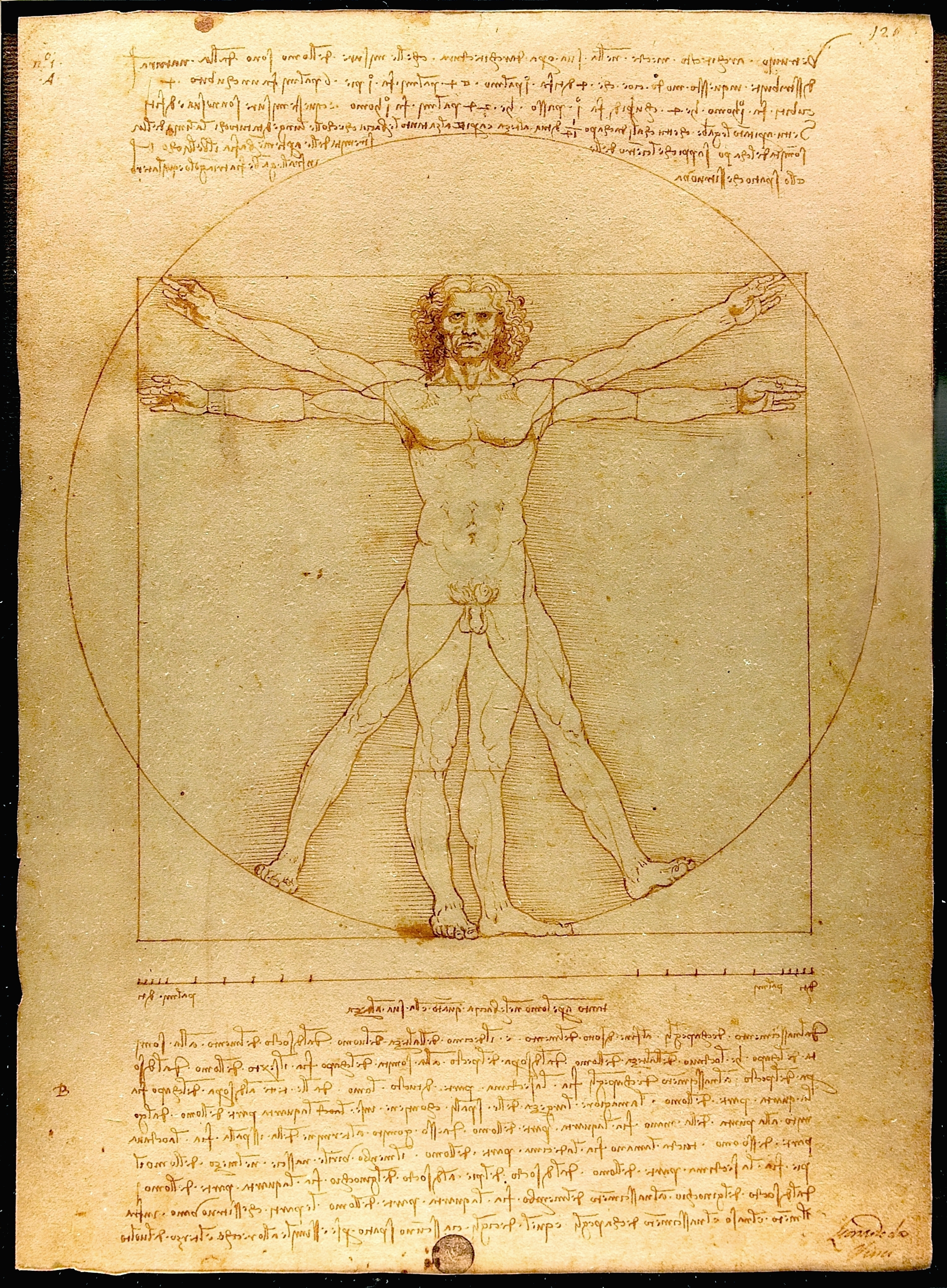
Leonardo da Vinci. Mens van Vitruvius. Foto Luc Viatour.

Ook afgaande op de kruidenboeken van Rembert Dodoens en Carolus Clusius, blijken er weinig sierplanten in voor te komen. Dodoens was arts van beroep en dat is duidelijk te zien als zijn beschrijvingen van de planten wordt gelezen. Bij elke plant vermeldde hij de naam in zo veel mogelijk talen, de plaats van voorkomen in het wild, het beeld en de habitus van de plant en ten slotte de medicinale betekenis van de plant en hoe men het medicijn moest bereiden.
Clusius was naast arts ook wetenschapper en beschikte over een groot Europees netwerk van geleerden. Hij verzamelde met behulp van zijn contacten zo veel mogelijk planten uit andere landen, allen beschreven in zijn boek Rariorum plantarum historia (1601). In 1594 werd hij tot hoogleraar in Leiden en tot prefect van de Leidse hortus benoemd. In die rol ontving hij ook vele planten waaronder bloembollen zoals van de tulp uit Turkije. Het is zijn verdienste geweest dat de tulp naast een groot aantal andere introducties zoals de aardappel en de tomaat, een bijzondere plaats heeft gekregen in de Nederlandse tuincultuur.
Als men nagaat hoe de tuinen er bij Dodoens en Clusius uitzagen, dan ziet men op de titelpagina’s van hun boeken hetzelfde beeld als bij Hans Vredeman de Vries, rechthoekige of vierkante tuinen verdeeld in vakken (afgeperkt door planken of recht opstaande bakstenen) en langs assen aangelegd en de langwerpige en ronde en ovale bedden schaars beplant, niet met groepjes planten bij elkaar, maar met solitaire planten die vragen om bestudering en bewondering door de Renaissance-mens.

### Gouden Eeuw
Voor Nederland opent de Gouden Eeuw voor wat betreft de tuinkunst met een bijzondere bloemencollectie, getekend door Crispijn van de Passe. Zijn prentenserie Hortus Floridus (1614) beschreef (gekweekte) sierplanten die per seizoen werden voorgesteld. Deze planten werden geschikt geacht om kleine tuinen, zoals ontworpen door Hans Vredeman de Vries, op te fleuren. Na het Twaalfjarig Bestand (1609-1621), toen de nieuwe tuinopvattingen uit Italië zich langzamerhand verspreid hadden over de rest van Europa en even later (1658) Nederland kennis had gemaakt met de Nederlandse vertaling van het boek over architectuur van Vincenzo Scamozzi, kwam de tuinaanleg bij (boeren)hofsteden in Hollandse classicistische stijl op gang.
Zo liet Frederik Hendrik van Oranje in de eerste helft van de 17e eeuw tuinen aanleggen bij Paleis Honselersdijk in Naaldwijk (1621), bij Huis ter Nieuwburch in Rijswijk (1630) en bij Paleis Huis ten Bosch (1647), gevolgd door Constantijn Huygens en Jacob Cats met hun buitens Hofwijck en Sorghvliet of Catshuis. In al deze tuinen zijn heel duidelijk de Renaissance principes van symmetrie en harmonie en de ideale maatsystemen van Vitruvius en Andrea Palladio terug te vinden. Ook Frederik V van de Palts, een neef van Frederik Hendrik, die in Heidelberg de Hortus Palatinus had laten ontwerpen door Salomon de Caus, liet in deze tijd nadat hij was verjaagd uit Bohemen, een koninklijke tuin aanleggen in Rhenen langs de Rijn.
In de eerste helft van de Gouden Eeuw werden nog steeds maar met mondjesmaat sierplanten gebruikt. De deeltuinen binnen de Hollands classicistische tuinaanleg bestonden uit schaars beplante bloementuinen in één- of tweezijdig symmetrische patronen of uit zogenaamde "parterres de broderie ", waar de sier niet werd gemaakt met bloemen maar met borduurwerken van laaggehouden buxusslingers, waarvan men het meest genieten kon als men er op neerkeek vanuit de bel-etage van het huis of vanaf omringende verhoogde terrassen.
Jan van der Groen gaf in zijn boek Den Nederlandtsen Hovenier (1670) vele modellen voor deze "parterres" en volgde hierbijvoorbeelden van de Fransen Boyceau, Loris en Rabel. Het voornaamste kenmerk van de Hollands classicistische tuin is dat het tuinoppervlak qua vorm een overzichtelijke rechthoek is (niet al te groot), dat het huis op de midden-as staat, dat de tuin wordt omgeven door een gracht en/of boomsingel, dat de tuin symmetrisch in vakken is gedeeld en dat de deeltuinen versierd zijn met buxusparterres. Boomgaarden en moestuinen werden opgenomen in de totaal-aanleg. 

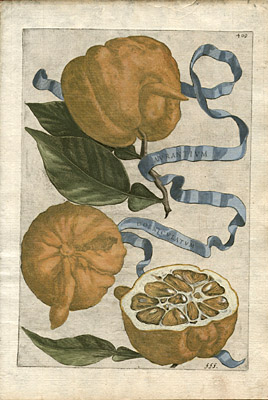
Uit het boek Hesperides (1646) van Ferrari: Aurantium corniculatum

In deze eeuw begon men ook grote belangstelling aan de dag te leggen voor het kweken van exotische gewassen. Tot 1685 waren dat voornamelijk citrusvruchten en planten uit het Middellandse Zeegebied, die overwinterden in oranjerieën waarin met een kacheltje de ergste vorst werd geweerd. Na 1685, toen verwarmingsbuizen waren uitgevonden die langs de muren van oranjerieën of ondergronds werden geïnstalleerd en een temperatuur van ongeveer 17° Celsius konden vasthouden, richtte men zich op de cultuur van tropische planten, die door de Vereenigde Oostindische Compagnie (VOC) werden aangevoerd.
Naar Italiaans voorbeeld van Giovanni Battista Ferrari schreef Jan Commelyn het boek Nederlandtse Hesperides (1676). Hij beschreef de vele citrusrassen (citroenen, sinaasappels en limoenen) die hij kweekte op de buitenplaats Zuiderhout in Heemstede.
In 1686 na het Edict van Nantes maakte de Franse architect Daniël Marot in hofkringen in Nederland zijn entree. Waarschijnlijk is hij het geweest die aan het hof van stadhouder Willem III van Oranje de Frans classicistische tuinstijl introduceerde. Naar het voorbeeld van de tuinen rond het Paleis van Versailles, aangelegd onder Lodewijk XIV, werd de midden-as van veel tuinen nu aanzienlijk verlengd en werden er aan beide zijden van de midden-as evenwijdige of divergerende zij-assen aangelegd. Hierdoor werden de tuinen aanzienlijk uitgebreid en verrijkt. 

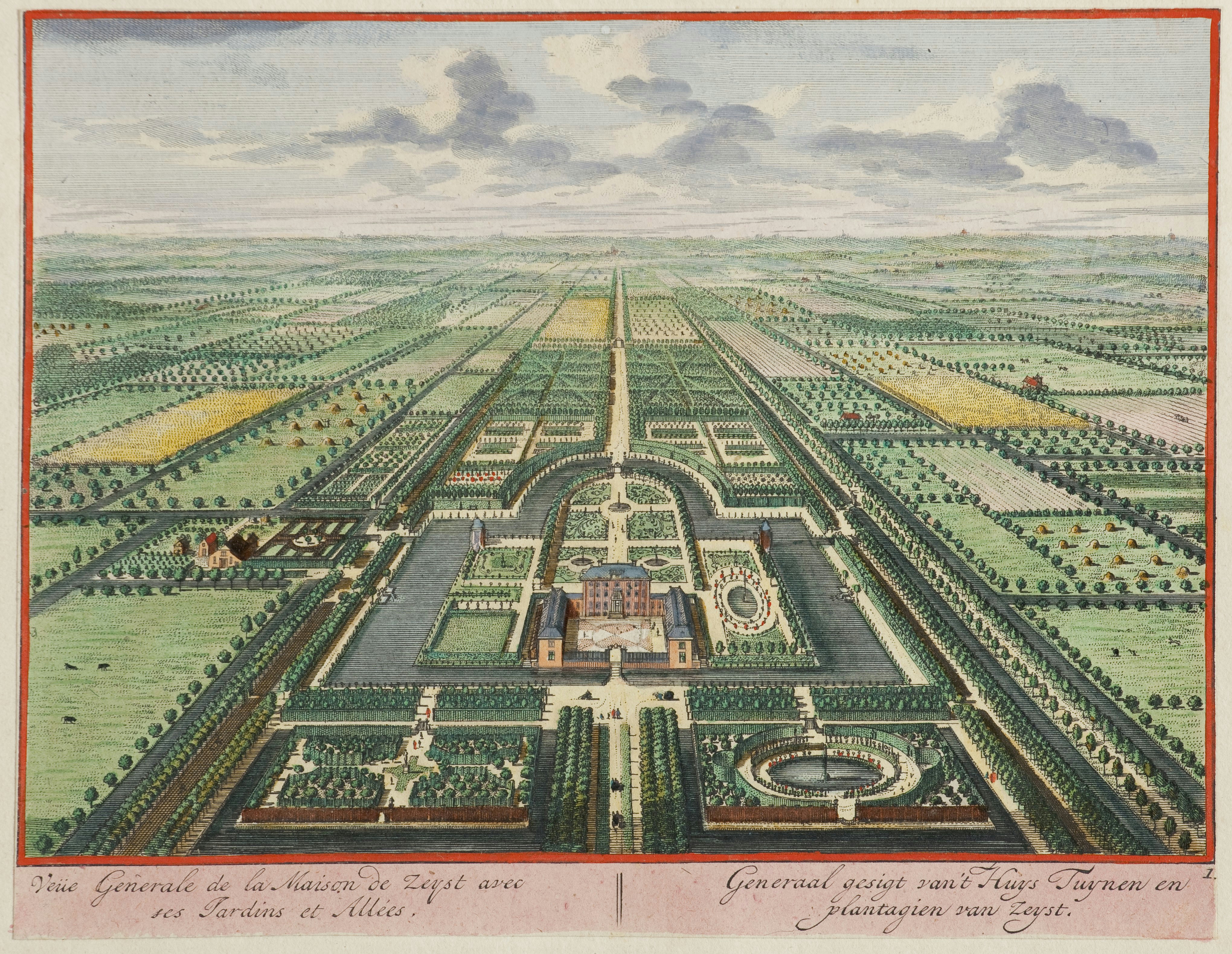
Frans classicistische aanleg Slot Zeist, na 1686

Men spreekt van Frans classicistische tuinen (inclusief de Rococo-vormen) wanneer het gaat om een zeer lange wel of niet met bomen beplante midden-as die vaak door een halfcirkelvormig bouwwerk, bijvoorbeeld een colonnade, wordt afgesloten en via een zichtlaan uiteindelijk verdwijnt in het omgevende landschap; en verder wanneer op de midden-as tuinbeelden en fonteinen zijn geplaatst en wanneer de deeltuinen bestaan uit “parterres de broderie” die veelal zijn versierd met een rijke bloembeplanting. Geur, kleur en het geluid van klaterend water uit fonteinen en over cascades moeten voor een afwisselende beleving zorgen. Ook doolhoven, kabinetten, wildbossen, koepels, colonnades, schelpengrotten en latwerken in de vorm van priëlen en poorten behoren tot de uitrusting. Ten slotte zijn er ook fruitbomen binnen deze tuinaanleg. En dan moet men denken aan laaggeënte vruchtboompjes, zogenaamde naantjes of dwergen, en leifruit langs de tuinmuren en langs de hekken rondom de parterres. In navolging van Franse hoveniers worden vruchtbomen ook in waaier- en andere vormen langs muren geleid. Deze Franse vorm van tuinaanleg duurde tot ongeveer halverwege de eeuw van de Verlichting. Een voorbeeld van Frans classicistische tuinkunst is de tuin van Paleis Het Loo te Apeldoorn.

### Eeuw van de Verlichting
De Frans classicistische tuinarchitectuur is niet plotseling gestopt bij de overgang van de Gouden Eeuw naar de eeuw van de Verlichting. De meer uitgewerkte vorm van deze stijl moest eigenlijk nog beginnen in 1700. In de loop van de 18e eeuw ziet men in ontwerpen van classicistische tuinen dat de deeltuinen rijker worden ingericht, soms zelfs al met slingerpaadjes en slinger-doolhofvormen; ook het tuintheater verschijnt in deze tijd. Vormen die nu Rococo genoemd worden en die duiden op een verandering en een verlevendiging. Maar de beelden van de iets meer ingetogen Gouden Eeuw blijven in herinnering.
Boeken als Het Zegepralent Kennemerlant (1729), Hollands Arcadia (1730) en nog veel later Het Verheerlykt Watergraafs- of Diemer-meer (1768) geven in ieder geval een kijk op de variatie van Frans classicistische tuinen in Nederland, die dan bestaat.
Ook de practici onder de hoveniers lieten zich horen in deze Eeuw van de Rede, zowel van Franse als van Nederlandse en Duitse zijde. Dezallier d’Argenville en Pieter de la Court brachten niet alleen hun ervaringen over op de lezers maar gaven hen ook uitvoerige uiteenzettingen over hoe men het voordeligst te werk kon gaan bij het ontwerpen van tuinen of construeren van oranjerieën en kassen of kweken van planten etc. Hun werken zijn in vele Nederlandse kasteel- en buitenplaats-bibliotheken nu nog te vinden, net als de boeken van de Duitse hovenier aan het Friese Hof, Johann Hermann Knoop.

Zoals eerder vermeld, in deze tijd overheerste bij een deel van de intellectuelen de rede, het verstand en het zelfstandig onderzoek. Herman Boerhaave werd in 1709 in Leiden tot hoogleraar in de medicijnen en plantkunde benoemd en hij wist met zijn uitgebreide internationale netwerk het aantal plantvormen tussen 1710 en 1720 maar liefst met meer dan 2000 planten aan te vullen. In 1727 kwam zijn volledige plantencatalogus uit, getiteld Historia plantarum...Lugduni Batavorum. 

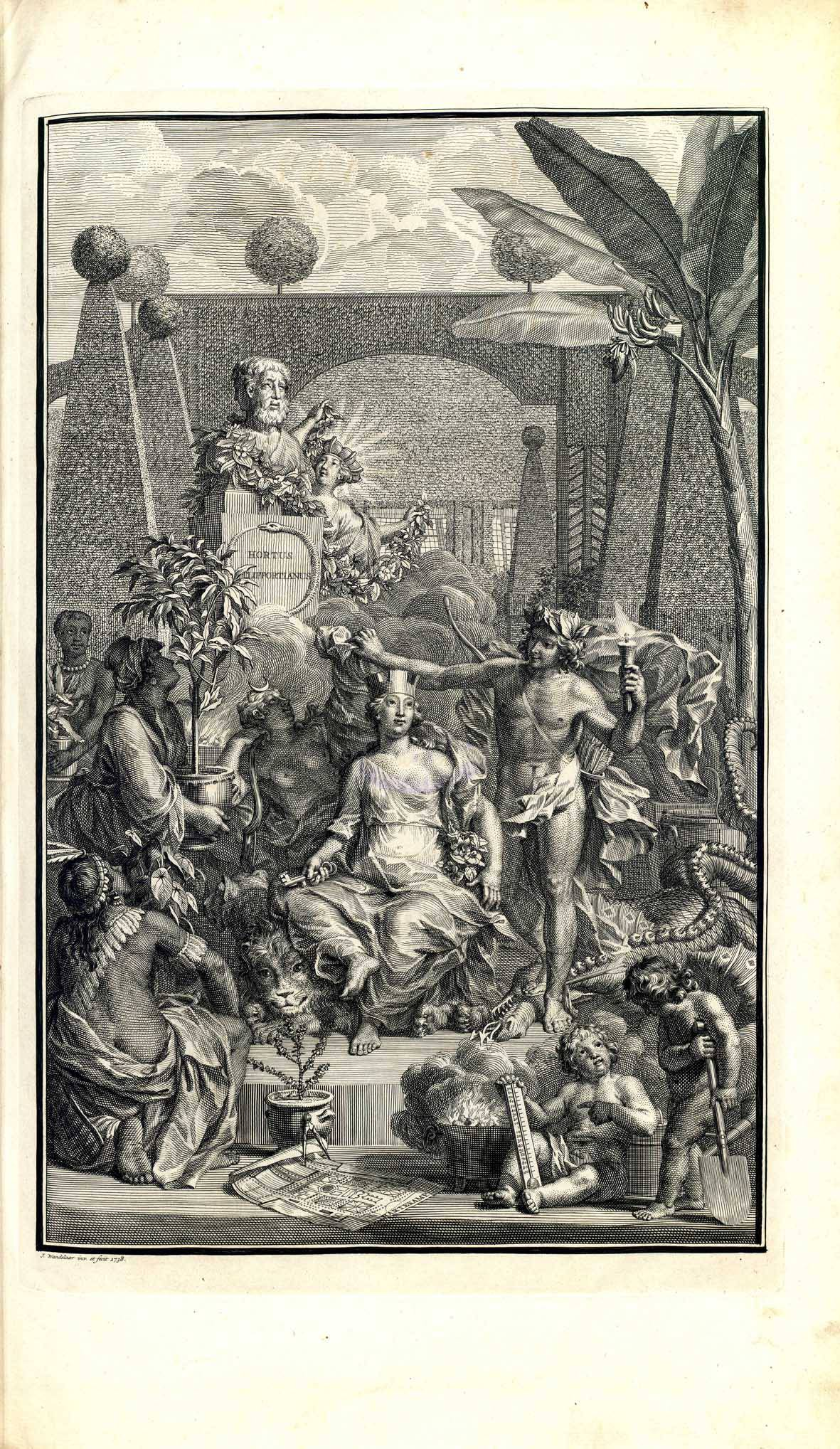
Linnaeus Hortus Cliffortianus (1737), frontispiece

Ook was hij degene die aan Carl Linnaeus werk bezorgde op de Hartekamp in Heemstede. Daar schreef Linnaeus in opdracht van George Clifford zijn boek Hortus Cliffortianus (1737), waarin alle planten uit Clifford’s collectie werden beschreven (levende planten en planten uit zijn herbarium). Het was voor Linnaeus een soort inleiding op zijn Species Plantarum uit 1753. Vanaf de tijd dat Linnaeus alle planten in een natuurlijk systeem had ondergebracht, werd in de tweede helft van de 18e eeuw ook de indeling van de verschillende botanische tuinen hier op aangepast. In Leiden gebeurde dat het eerst in 1740.
Intussen waren in Engeland de barokke tuinen van Stowe door William Kent (1731) en even later door Capability Brown in landschapsstijl veranderd. Voor gefortuneerde Nederlanders was dit park toen hét voorbeeld om kennis te maken met deze Engelse natuurlijke vormgeving. Toen de eigenaar van de buitenplaats Beeckestijn in Velsen, Jhr. Jacob Boreel, zijn eigen buitenplaats ook wilde moderniseren, stuurde hij zijn architect, de Duitser Johann Georg Michael, naar Engeland om ervaring op te doen. Hij heeft zeer waarschijnlijk Stowe, Buckinghamshire bezocht, voordat hij aan de reorganisatie en verlandschappelijking van Beeckestijn begon in de jaren zestig van de 18e eeuw. Deze buitenplaats was oorspronkelijk Hollands classicistisch van opzet, volgens de ideale verhoudingen van Vitruvius. De verhoudingen zijn nog steeds in het huidige park terug te vinden.
De Nederlandse tuinarchitectuur is in de loop van de 18e eeuw gemoderniseerd. Of dit is gebeurd onder invloed van de Engelse of Duitse of Franse tuinkunst, of dat in eerste instantie andere opvattingen over natuur en wetenschap hier de oorzaak van zijn is niet duidelijk. Men wijst graag naar de filosofen Joseph Addison en Alexander Pope of naar het leerdicht Georgica van Vergilius, evenals naar de schilders Claude Lorrain, Nicolas Poussin en Hubert Robert, en naar de schilderijen van Rembrandt en Jacob Isaacksz. van Ruisdael, maar een directe relatie tussen genoemden en de Nederlandse tuinkunst is nauwelijks te vinden.
Het is ook heel goed mogelijk dat Jacopo Sannazaro’s herderszang Arcadia (1730), gebaseerd op het gedicht Bucolica van Vergilius, in Nederland een rol heeft gespeeld bij de herwaardering van de natuur in die tijd. Dit gedicht werd door Pieter Vlaming in het Nederlands vertaald in 1730 en ademde een heel andere sfeer dan de gekunstelde en wiskundig uitgezette natuur van de classicistische tuinen. Uit de allereerste zin van de inleiding werd direct al duidelijk hoe Sannazaro tegenover de natuur stond: De hooge en wyduitgespreyde boomen, van de natuur, zoo als het viel, op ruwe bergen voortgebracht, behaegen hunnen beschouwer doorgaens meerder, dan tedere stammen, door kunst in welgeschikte lusthooven aengequeekt. 

Het boek bevat twaalf herderszangen waarin vele facetten van de natuur poëtisch, maar ook naar de werkelijkheid werden behandeld.
Het vijfdelige boek Theorie der Gartenkunst (1779-1785; Duitse en Franse editie) van de Duitse professor Christian Cay Lorenz Hirschfeld was op een heel andere leest gestoeld. Zijn theorieën waren gebaseerd op het natuurlijke landschap in zijn leefomgeving. Hij liet zijn liefde voor de Engelse landschapsstijl doorschemeren door zijn waardering uit te spreken voor Thomas Wheatly en door een beschrijving van het gemoderniseerde landschapspark Stowe in zijn boek op te nemen.
De Nederlandse landschapsstijl in de Eeuw van de Verlichting is dus duidelijk beïnvloed door allerlei buitenlandse opvattingen over de natuur. Uiteindelijk werkten de Nederlandse tuinarchitecten uit die tijd met dezelfde programma-onderdelen als hun collega’s in de omringende landen, maar in de uitvoering zijn toch nationale kenmerken vast te stellen; vergezichten aan de randen van de parken over het polderlandschap, rondwandelingen achter het huis rondom een centrale weide met koeien of een grote 'natuurlijke' waterpartij, opgeworpen kleine heuveltjes beplant met een eik of bekroond met een koepeltje, zicht over uiterwaarden deel uitmakend van een buitenplaatslandschap langs een van de grote rivieren, slingerende smalle paden door (eiken- en elzen)hakhoutbossen, lange flauwgebogen beplante lanen en bosbeekjes die geleid werden over kleine lage cascades en tuinsieraden als namaakruïnes en -rotsen. De Nederlandse landschapsstijl zou zich ook in de 19e eeuw nog verder ontwikkelen (zie de beschrijving van de gardenesque stijl onder het kopje Moderne Tijd).

### Moderne tijd
De tuinkunst in de 19e eeuw en ook in de eerste decennia van de 20e eeuw wordt naast het omvormen van parken en tuinen in de landschapsstijl, beheerst door het verzamelen van planten uit de hele wereld, het vergroten van het plantenassortiment en het kweken en toepassen van planten in parken en tuinen.
De Nederlandse kwekers en tuinarchitecten deden hun kennis veelal op uit buitenlandse boeken en tijdschriften. De boeken van John Claudius Loudon, van Hermann von Pückler-Muskau en F. L. von Sckell, (een tijdgenoot van Zocher jr.) sloegen vooral aan in Nederland omdat het principe van ‘gardenesque planting’ door hen werd uitgedragen. Deze aanpak van aanplanten werd geïntroduceerd door Loudon omdat hij bang was dat het principe van ‘picturesque planting’ (natuurlijk lijkende beplanting) niet voldoende herkend zou worden als kunst. Bij gardenesque beplantingen ligt de nadruk meer op exoten en gekweekte planten en ook op de manier van aanplant, vaak in geometrische bedden en niet in lossere vormen zoals in de natuur. In de tweede helft van de 19e eeuw werd deze manier van beplanten ook veelvuldig in Nederland toegepast, vooral in de nabijheid van het huis.

In de gehele 19e eeuw was in Nederland het gebruik van tuinsieraden of follies ook erg populair. Het Magazijn van Tuinsieraaden (1802-1809) van Gijsbert van Laar gaf bijna duizend voorbeelden, die voor een heel groot deel waren overgenomen uit Duitse plaatwerken, zoals het Ideen-Magazin für Architecten, Künstler und Handwerker (1763-1806, in Duits en Frans) door Johann Gottfried Grohmann. 

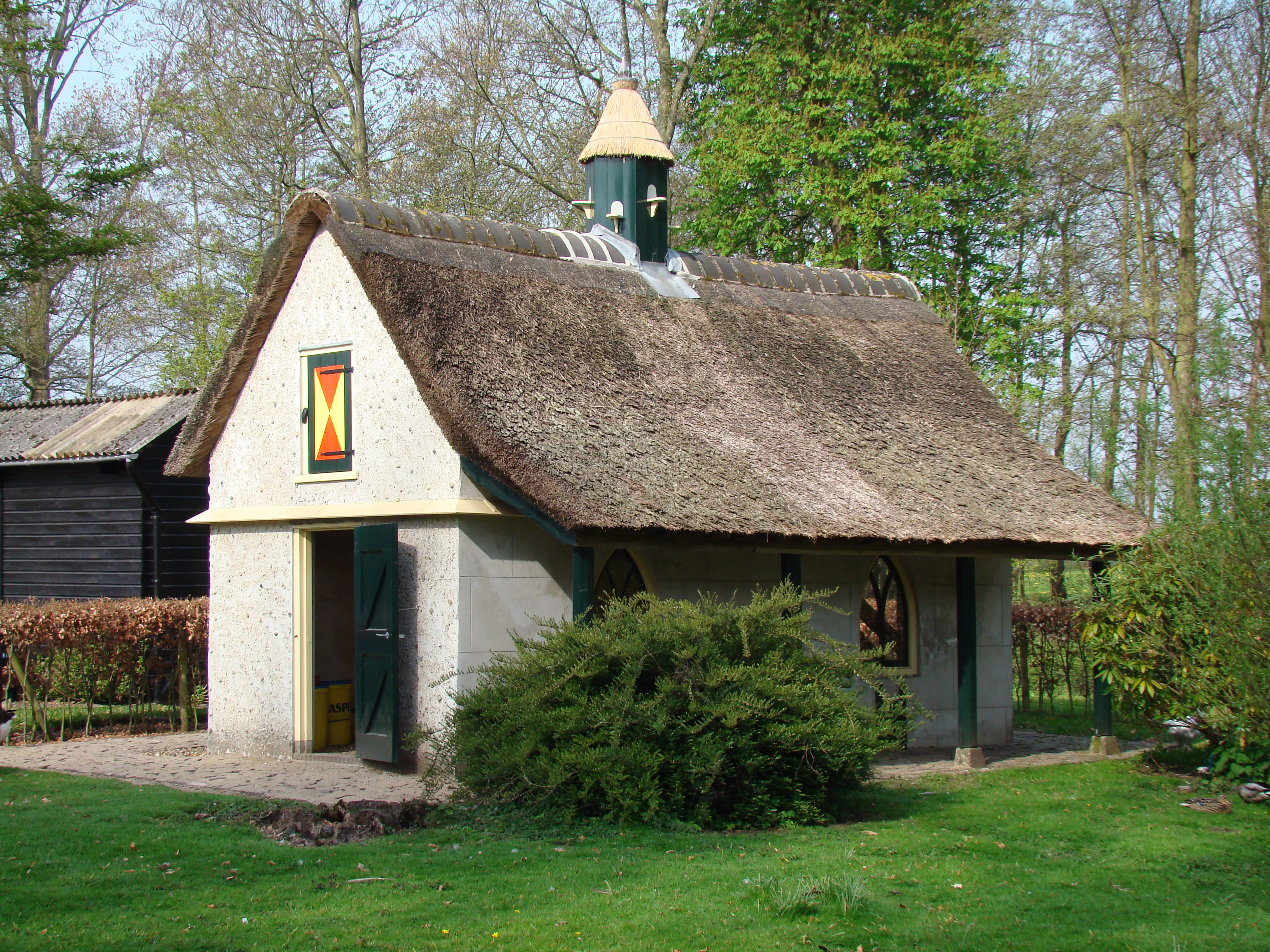
Lisse, Kasteel Keukenhof, Nederlands tuinsieraad: eendenhuis aan poldersloot

Dat buitenplaats-eigenaren het Magazijn van Van Laar waardeerden bewijst het feit dat het zeker viermaal werd herdrukt tot 1867 en dat de teksten en platen een aantal Nederlandse voorbeelden betroffen, zoals de hermitage van Velserbeek. De eigenaar van een buitenplaats die had besloten zijn formele tuin in een landschappelijk park te veranderen kon tegelijk met het uitkiezen van zijn tuinsieraden ook meteen bekijken welke bomen en heesters hij wilde aanplanten, want bij dezelfde uitgever verscheen in hetzelfde jaar 1802 Afbeeldingen der fraaiste, meest uitheemsche boomen en heesters (1802-1808) samengesteld door de uit Duitsland afkomstige Joh. Krauss.
Johann Heinrich Gustav Meyer en Édouard André, de ontwerpers van resp. de volksparken Treptowerpark in Berlijn en Parc des Buttes-Chaumont in Parijs, sloegen met hun boeken Lehrbuch der schönen Gartenkunst (1860) en L’Art des jardins (1879) een nieuwe weg in, die in Nederland direct werd nagevolgd. Zij introduceerden de ‘gemengde stijl’, die in Frankrijk ‘style mixte’ genoemd werd en in Duitsland bekendstond onder de naam Lenné-Meyer systeem.
De Nederlandse tuinarchitect Hugo Poortman was André’s assistent in Parijs en voert zijn ontwerpen in Nederland uit. Deze stijl is geïnspireerd op de barokvormen uit de 17e eeuw. Het houdt in dat er dicht bij het huis een geometrische (bloemen)tuin wordt aangelegd, een neo-parterre de broderie, en dat het park verder van het huis af in landschapsstijl blijft gehandhaafd, hoewel de schikking van bomen en heesters soms kan worden aangepast. Bekende voorbeelden van deze stijl zijn de tuinen bij de huizen Twickel, Weldam, Middachten en Amerongen.
In Nederland wordt de praktijk van de tuinarchitectuur in deze tijd beheerst door een aantal families, die stuk voor stuk zowel een kwekerij als een tuinarchitectenbureau runden. Bijvoorbeeld de bedrijven van de familie Zocher (in Haarlem), Copijn (in Groenekan), Van Lunteren (in Utrecht), en Vroom (in De Punt bij Eelde). Dat zij allen in de gardeneske stijl werkten is bijna inherent aan het voeren van een kwekerij.
Zocher sr. kwam uit Duitsland en trad al heel snel na aankomst in Nederland in dienst bij de Duitse tuinarchitect Johan Georg Michael. De handboeken van Hirschfeld, Pücker Muskau en Sckell zullen hem dan wellicht niet onbekend zijn geweest. Het Lehrbuch der schönen Gartenkunst van Meyer, die op het bureau van Joseph Lenné werkte, gold in Zocher juniors tijd als hét moderne leerboek in Duitsland en het Lenné-Meyer systeem reikte dezelfde basisprincipes voor ontwerp aan als de style mixte in Frankrijk. Dat de werken van Zocher jr. en Lenné veel van elkaar weg hebben is niet verwonderlijk.
Naast de Duitse en Franse invloed op de totstandkoming van Nederlandse tuinen en parken in gemengde stijl, was er ook sprake van Engelse invloed op een tuinstijl die aan het begin van de 20e eeuw tot ontwikkeling kwam, namelijk de Architectonische tuinstijl. Ook hier gaat het om nieuwe formele tuinen rond het huis in combinatie met grotere delen park en bos in landschapsstijl. Deze tuinen werden opgebouwd uit terrassen belegd met flagstones, bakstenen trappen en muurtjes en veelal betonnen bassins en pergola’s. De beplanting bestond uit planten met een natuurlijke uitstraling, al met al een veel natuurlijker beeld dan in de tuinen van Edouard André en Hugo Poortman. Het boek Gardens for small country houses (1914) van Gertrude Jekyll en Lawrence Weaver en de boeken van William Robinson zetten de toon. Hun plantenkeuze en plantengebruik, typisch voor de Engelse cottage garden, werden in Nederland o.a. gevolgd door de hortulanus van Amsterdam, A. J. van Laren. Dirk F. Tersteeg heeft deze Engelse stijl in Nederland bekendheid gegeven. De tuinarchitect Leonard Springer toonde geen affiniteit met deze stijl, net zomin als met rotstuinen die in deze tijd opgang deden, omdat hij het gebruik van zoveel steen en beton onnatuurlijk vond.
Uit het voorgaande blijkt dat ook in deze Moderne Tijd invloed op de Nederlandse tuin- en landschapsarchitectuur vanuit Duitsland en Frankrijk en Engeland groot is geweest. De plantenecoloog Jan Bijhouwer, die na de Tweede Wereldoorlog hoogleraar tuin- en landschapsarchitectuur werd aan de Landbouwhogeschool in Wageningen, is misschien de eerste die een eigen weg insloeg door te wijzen op de noodzaak tuinen en parken in ecologische zin veel meer op het Nederlandse landschap te oriënteren.

## Definitie
Onder de termen Groene Monumenten of Groen Erfgoed in Nederland worden tuinen verstaan die beantwoorden aan de definitie die internationaal is aanvaard: Een architecturale en vegetale compositie die, voor de geschiedenis of de kunst, van openbaar belang is en aldus als een monument beschouwd wordt (Charter van de historische tuinen, 1981). In het algemeen worden afgeperkte of afgezonderde stukken grond bedoeld, die binnen een bepaalde tijdsperiode en volgens bijzondere regels en met aangepaste beplantingen aangelegd, zich onderscheiden van het omliggende terrein.

## Herkomst benaming
Het woord tuin (of tuyn of tuen) betekent eigenlijk afrastering van gevlochten twijgen of omheining. Ieder stuk land dat in cultuur is gebracht, niet als landbouwgrond maar als voor het plezier van de mens aangenaam geheel kan dus tuin worden genoemd. Er zijn anderzijds ook specifieke tuinen die een economisch doel hebben, zoals de moestuin, de kruidentuin of de fruittuin.
Tuinen kunnen ook met veel andere, meer specifieke namen worden aangeduid, zoals: park, openbaar park, landschapspark, stadspark, volkspark, plein, grasveld, gazon, buitenplaats of plaats, doolhof, landgoed, overtuin, overbos, overpark, sterrenbos, begraafplaats, kerkhof, museumtuin, museumpark, openbaar groen of groenstrook, wijkgroen, woongroen, binnentuin, lusthof, lusttuin, attractiepark, recreatiepark, tuindorp, tuinstad, bolwerk, heempark, heemtuin, kloostertuin, pandhof, arboretum, pinetum, plantage, rosarium, iridarium, succulentarium enzovoorts.